# Femmes pendant la Seconde Guerre mondiale

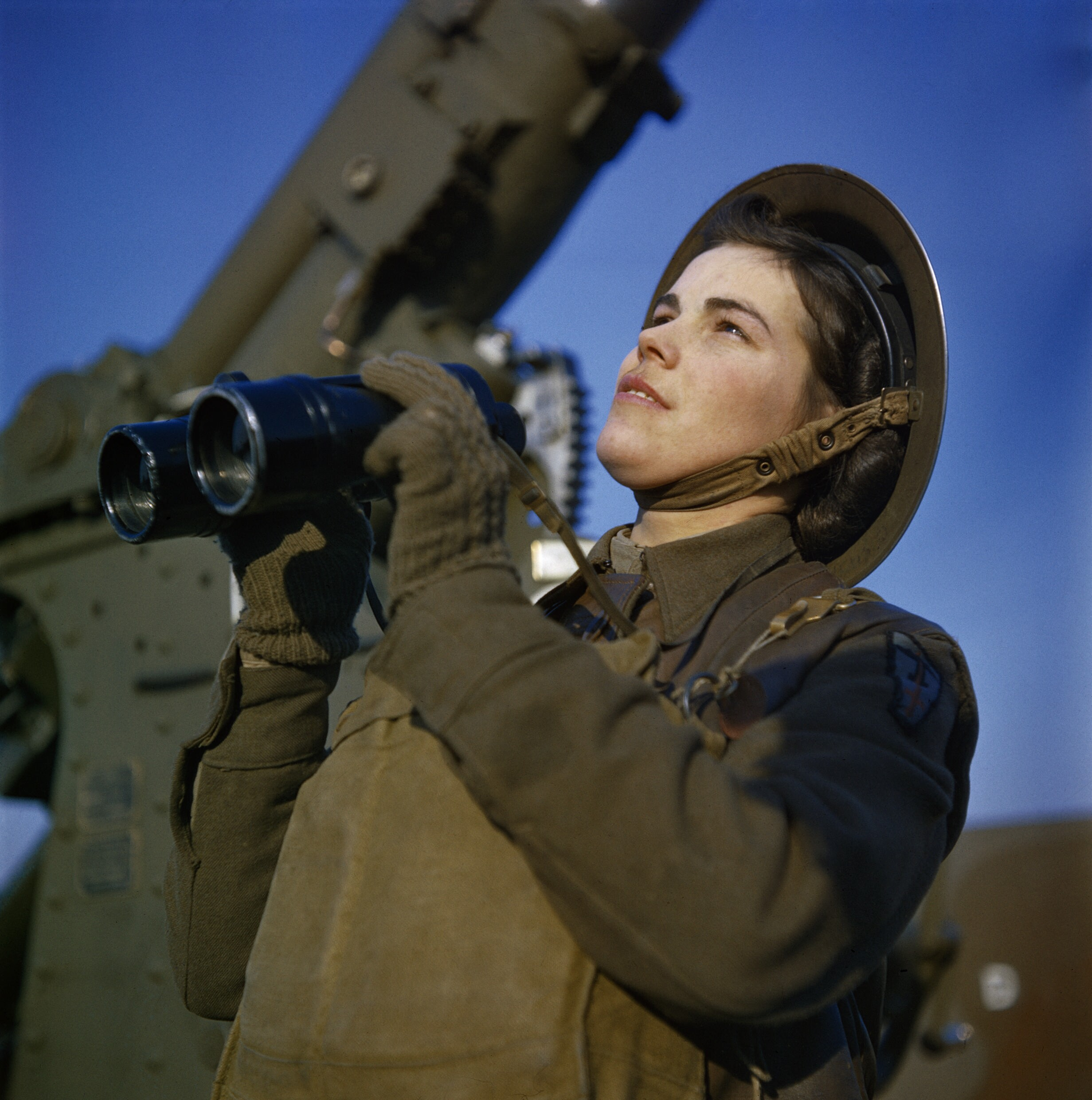
Une membre de lAuxiliary Territorial Service de l'armée britannique équipée de jumelles, agissant à titre de guetteuse pour une batterie de canon antiaérien QF 3,7 pouces en décembre 1942.

Les femmes pendant la Seconde Guerre mondiale ont endossé beaucoup de rôles différents au cours de la guerre, allant de combattantes à travailleuses. La Seconde Guerre mondiale fut un conflit planétaire d'une ampleur sans précédent ; l'urgence absolue de la mobilisation de l'ensemble de la population a inévitablement accéléré l'expansion de la place des femmes dans la société. Les rôles de celles-ci ont cependant varié d'un pays à l'autre. Des millions de femmes d'âges divers sont mortes à cause de ce conflit.

## Autour du monde

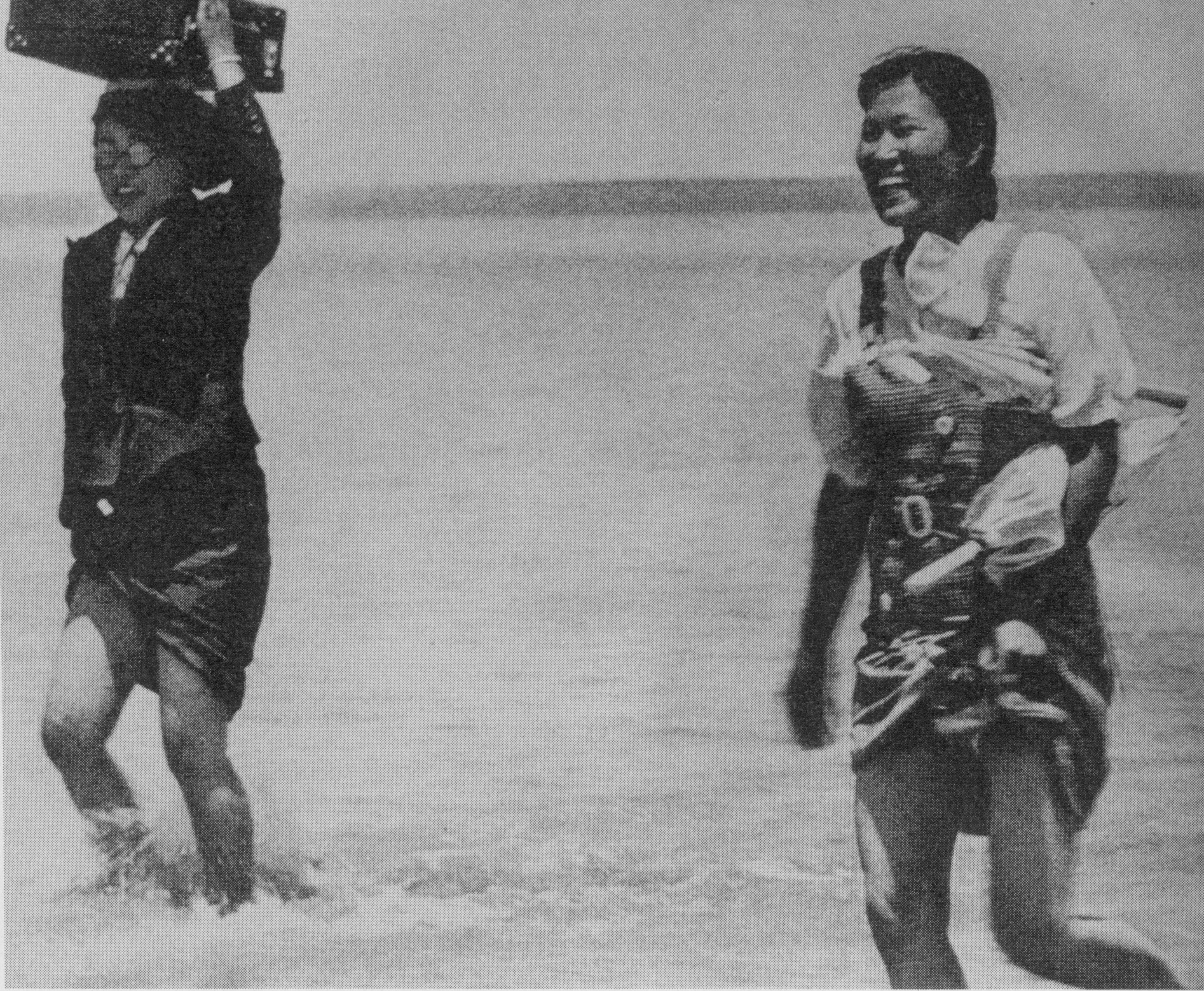
Femmes traversant une rivière en suivant des soldats.

Plusieurs centaines de milliers de femmes ont servi dans les combats, en particulier dans des unités de lutte anti-aérienne. L'Union soviétique, par exemple, a intégré directement des femmes dans des unités de l'armée régulière. Les États-Unis, au contraire, n'ont jamais envoyé de femmes au combat. En effet l'opinion publique américaine de l'époque n'y était pas favorable. Au lieu de cela, comme dans d'autres pays, environ 350 000 femmes ont participé en tant qu'auxiliaires non-combattantes aux forces armées américaines. Ces rôles pouvaient inclure : l'administration, infirmières, chauffeurs de camion, mécaniciennes, électriciennes, auxiliaires et pilotes.
Les femmes ont également pris part à la guerre hors du cadre militaire classique, au sein des résistances française, italienne et polonaise, ainsi que dans les SOE britanniques et l'OSS américain.
En Asie, dans les territoires occupés par les Japonais, les femmes ont été contraintes à l'esclavage sexuel. L'Armée Impériale en a forcé des centaines de milliers à devenir des femmes de réconfort, avant et pendant la Seconde Guerre mondiale.

## Alliés

### Australie
Les femmes australiennes ont joué un plus grand rôle pendant la Seconde Guerre mondiale qu'elles ne l'avaient fait lors de la Première Guerre mondiale. Beaucoup de femmes souhaitaient jouer un rôle actif, et des centaines d'auxiliaires féminines volontaires et d'organisations paramilitaires furent formés en 1940. Une pénurie d'hommes a forcé l'armée à établir des divisions féminines en 1941 et 1942.

### Canada

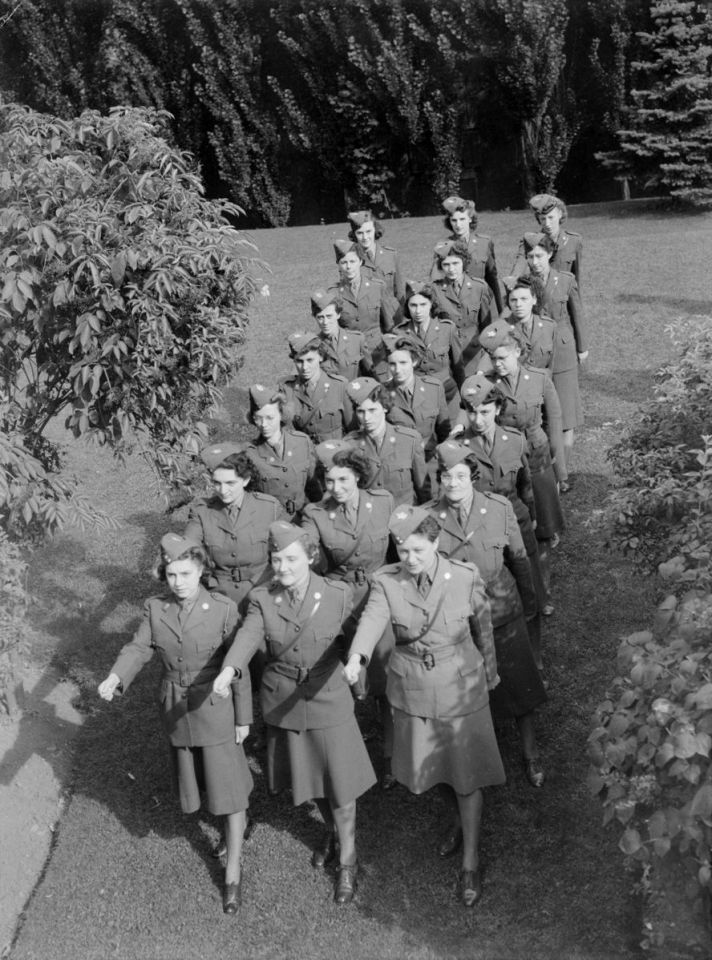
Des membres en uniforme du marchant au pas, en août 1942.

Quand la guerre semble inéluctable à la fin des années 1930, les femmes canadiennes se sentent obliger d'aider aux combats. En octobre 1938, le Women’s Royal Voluntary Service est fondé à Victoria en Colombie-Britannique. Peu après, les autres provinces et territoires suivent et fondent des groupes de volontaires similaires.

### France

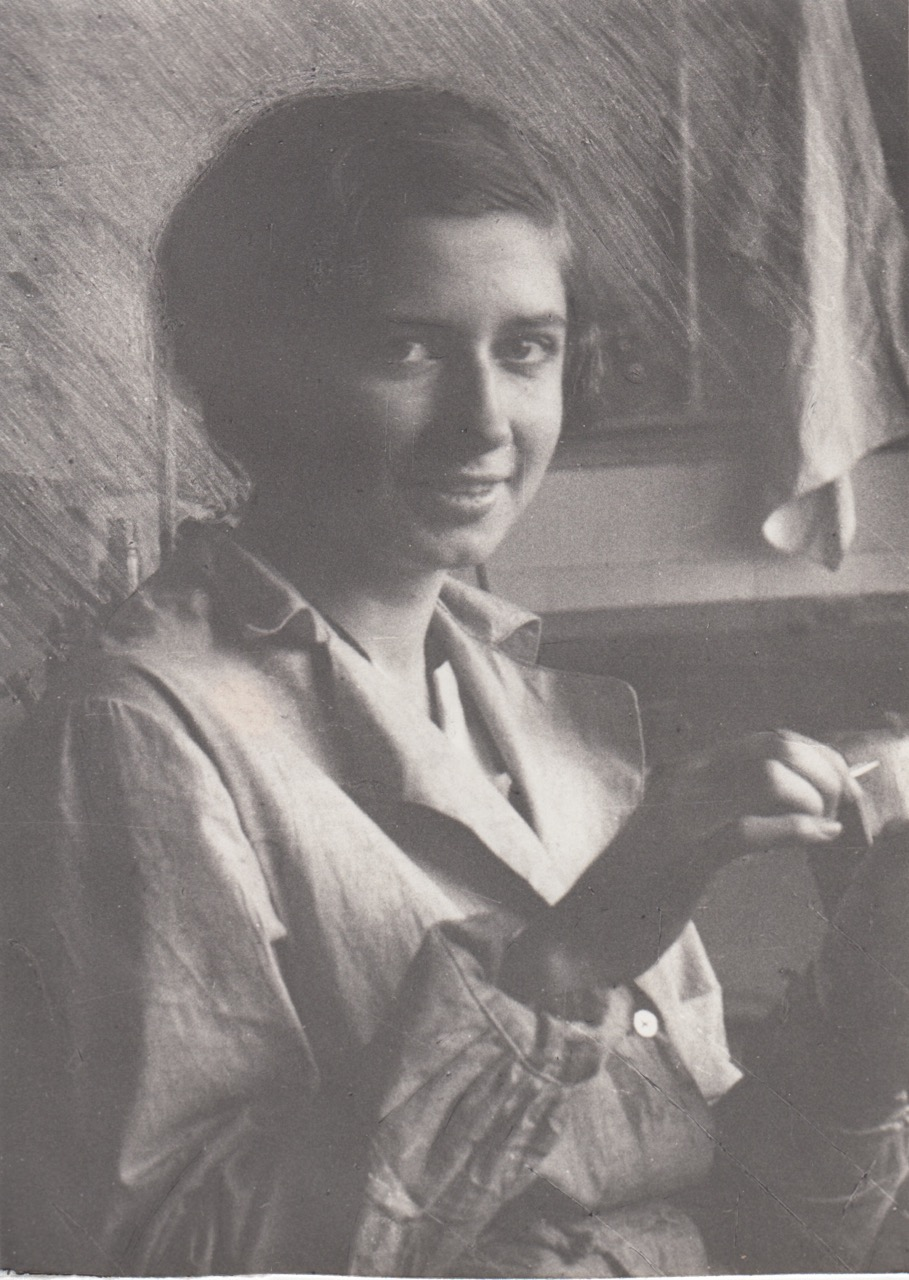
Madeleine Pauliac, pédiatre, résistante, médecin-chef de la Mission française de rapatriement (Escadron bleu) décédée en mission en Pologne en 1946.

### Inde
En Inde, les politiques ressemblaient à celles de la Grande-Bretagne, à l'exception que les femmes n'étaient pas utilisées dans les unités anti-aériennes et qu'il n'y avait pas de conscription de femmes pour le travail dans les munitions.

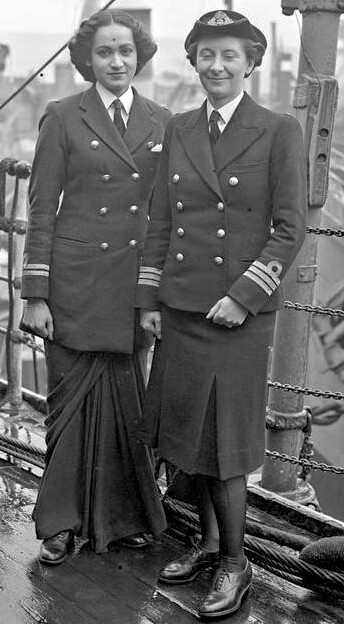
Deux officiers du Women's Royal Indian Naval Service (WRINS), en juin 1945.

Le corps auxiliaire des femmes a fonctionné de 1939 à 1947, avec un effectif de 850 officiers et 7 200 auxiliaires dans l'armée indienne. Une petite section navale opérait dans la marine royale indienne.
Les mouvements nationalistes en Inde pendant la guerre se sont séparés sur le service militaire. Mahatma Gandhi s'est opposé au fascisme et, sur son conseil, des jeunes indiens ont rejoint les forces armées pour combattre avec la Grande-Bretagne et ses alliés.
Une partie du Congrès dirigée par Subhas Chandra Bose était si opposée qu'elle coopéra avec l'Allemagne nazie et enrôla des soldats qui combattirent aux côtés de soldats japonais contre les Britanniques et les Indiens en Birmanie. Le « Rani of Jhansi Regiment » a impliqué ces femmes dans des combats au nom de l'armée nationale indienne. Il était actif de 1943 à 1945. Bose a déployé beaucoup d'efforts pour développer une idéologie anti-britannique anti-impérialiste visant à mobiliser des modèles de femmes en tant que mères et sœurs dans la tradition indienne. Bose a argumenté que la participation directe des femmes était nécessaire pour obtenir l'indépendance totale de l'Inde face aux puissances coloniales. Bose a articulé une définition moderne de l'héroïsme féminin impliquant le combat. En pratique, très peu de ses femmes soldats étaient directement impliquées dans les combats ; elles avaient principalement des rôles de soutien dans la logistique et les soins médicaux.

### Italie
Après 1943, les Italiennes rejoignirent la résistance antifasciste et servirent aussi dans l'armée fasciste de l’État de Mussolini formé en 1943. Elles ne servent pas dans l'armée principale italienne. Quelque 35 000 femmes (et 170 000 hommes) ont rejoint la Résistance. Les femmes étaient utilisées comme soutien auxiliaire et n'ont pas été autorisées dans les rangs supérieurs. La plupart faisaient la cuisine et la lessive. Certaines étaient des guides, des messagères et des factrices près des lignes de front. Quelques-unes étaient rattachées à de petits groupes d'attaque de cinq ou six hommes engagés dans le sabotage. Certaines unités entièrement féminines, engagées dans des actions civils et politiques. Les Allemands ont essayé agressivement de les supprimer, en envoyant 5 000 personnes en prison et en déportant 3000 vers l'Allemagne. Environ 650 sont mortes au combat ou par exécution. Sur une plus grande échelle, les auxiliaires non-militaires du Catholic Centro Italiano Femminile (CIF) et de la gauchiste Unione Donne Italiane (UDI) étaient de nouvelles organisations qui donnèrent une légitimité politique aux femmes après la guerre.

### Union soviétique
L'Union soviétique a commencé à mobiliser des femmes dès le début de la guerre, les intégrant dans les unités de combats principales. Plus de 800 000 femmes ont servi dans les forces armées soviétiques pendant la guerre, principalement en tant que médecin, ce qui représente 3 % de l'effectif militaire complet,. Environ 300 000 ont été mobilisées dans des unités anti-aériennes et effectuaient toutes les tâches au sein des batteries, y compris celle d'artilleuse,. Un petit nombre était pilote de chasse dans les forces aériennes, formant trois escadres de bombardement et se joignant régulièrement à d'autres escadres. Les femmes soviétiques ont également été intégrées aux unités d’infanterie et aux unités blindées. Certaines tireuses d'élite sont d'ailleurs devenues célèbres notamment Lioudmila Pavlitchenko qui à elle seule a tué 309 allemands, principalement des officiers et des tireurs d'élite.

### Yougoslavie

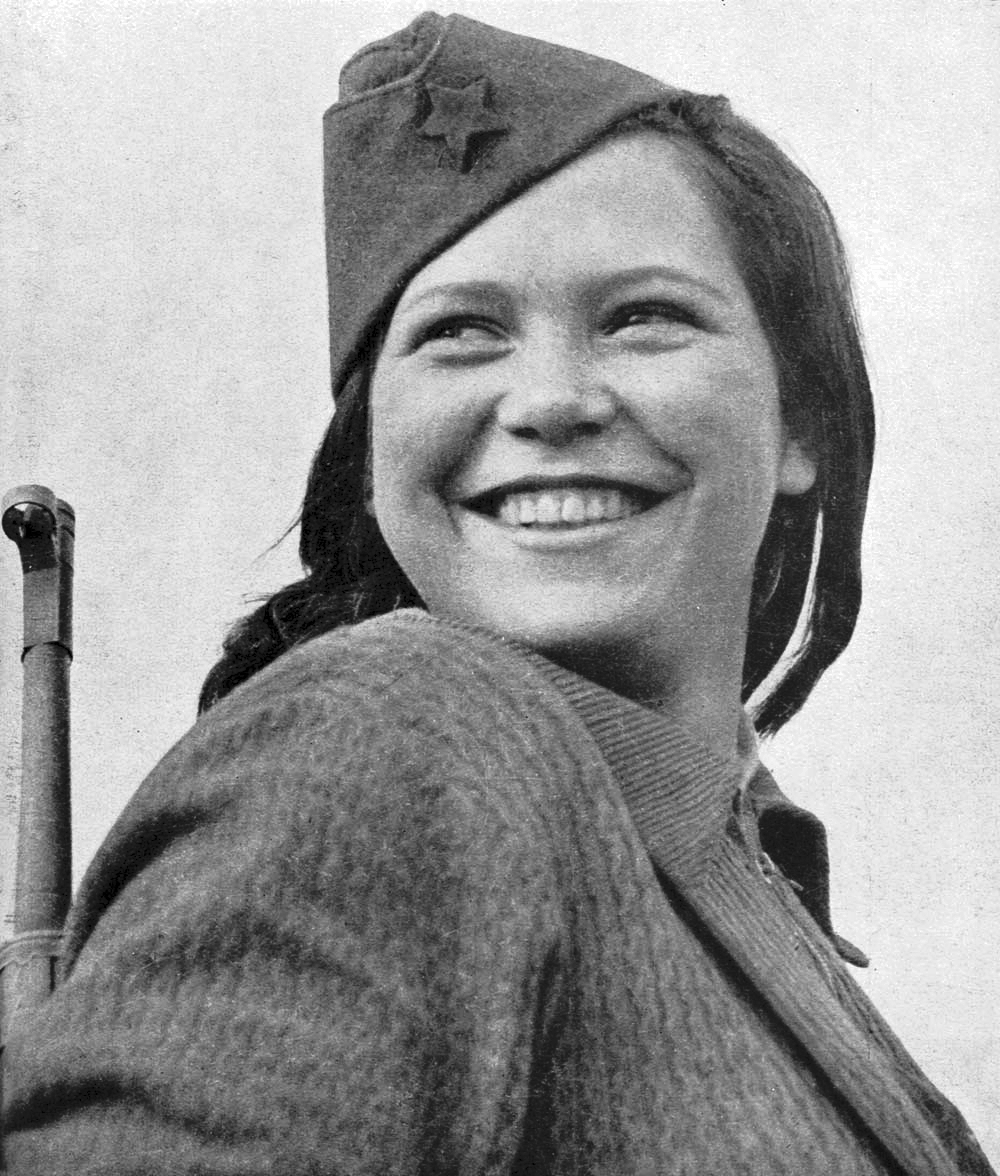
Kozarčanka par George Skrigin photographiée pendant l'hiver 1943-1944 montrant une partisane yougoslave avec sa titovska et son fusil à l'épaule.

La Yougoslavie a été disloquée après l'invasion allemande en avril 1941, cependant de nombreux groupes de résistance étaient actifs pendant l'occupation. Les Partisans, mouvement armé de résistance communiste, revendiquaient 6 000 000 soutiens civils parmi lesquels 2 000 000 de femmes formaient l'AFŽ/AФЖ, le Front Antifasciste des Femmes. L'AFŽ/AФЖ géraient les écoles, les hôpitaux et les gouvernements locaux. À peu près 100 000 femmes ont servi aux côtés de 600 000 hommes au sein des Partisans du maréchal Tito. Ces-derniers mettaient en avant leur engagement pour le droit des femmes et l'égalité des sexes et utilisaient l'imagerie des héroïnes folkloriques traditionnelles pour attirer de nouvelles partisanes et légitimer leur combat. Après la guerre, les femmes ont conservé leurs rôles traditionnels mais la Yougoslavie est unique du fait que ses historiens ont accordé une grande importance aux rôles des femmes dans la résistance jusqu'à l'éclatement du pays dans les années 1990 à partir duquel la mémoire collective de celles-ci s'estompa peu à peu,.

## Pays de l'Axe

### Finlande
Les finlandaises ont pris part à la défense de leur pays : soin infirmier, raid aérien de signalisation, rationnement et hospitalisation des blessés. Leur organisation était appelée Lotta Svärd, nommé d'après le poème du même nom. Les femmes volontaires ont pris part à des travaux auxiliaires des forces armées pour aider ceux qui se battaient sur le front. Lotta Svärd a été l'un des plus grands groupes de bénévoles de la Seconde Guerre mondiale. Une des règles de Lotta Svärd était qu'elles ne devaient pas tirer de coups de feu.